# Норт Форт Луис (Вашингтон)
Норт Форт Луис (енгл. North Fort Lewis) насељено је место без административног статуса у америчкој савезној држави Вашингтон.

## Демографија
По попису из 2010. године број становника је 2.699.
| Група             | 2000.    | 2010.         |
| Белци             | 0 (0,0%) | 1.607 (59,5%) |
| Афроамериканци    | 0 (0,0%) | 355 (13,2%)   |
| Азијати           | 0 (0,0%) | 106 (3,9%)    |
| Хиспаноамериканци | 0 (0,0%) | 426 (15,8%)   |
| Укупно            | 0        | 2.699         |